# Côtes-d'Armor
Côtes-d'Armor (franska) eller Aodoù-an-Arvor (bretonska) är ett franskt departement, beläget i norra Bretagne, mot Engelska kanalen. Huvudort är Saint-Brieuc. 

## Historia
Côtes-du-Nord var ett av de 83 ursprungliga departementen bildade under den franska revolutionen. 1990 byttes det gamla namnet Côtes-du-Nord mot det nuvarande Côtes-d'Armor, an-Arvor betyder havet på bretonska. Detta namn ger också en anknytning till den gamla romerska provinsen Armorica.

## Geografi
Côte-d'Armor är idag en del av regionen Bretagne och gränsar till departementen Finistère, Morbihan och Ille-et-Vilaine.